# Carl Loewe
Pour les articles homonymes, voir Loewe.
Carl Loewe né à  Löbejün le 30 novembre 1796 et mort à Kiel le 20 avril 1869, est un compositeur, pianiste, organiste, chef d'orchestre, chanteur, professeur et scientifique allemand.
On compare fréquemment Loewe avec son contemporain Franz Schubert.

## Biographie
Issu d'une famille catholique modeste, Loewe est initié à la musique grâce à son père, instituteur. Puis à partir de 1810, il étudie avec Daniel Gottlob Türk, cantor et organiste à Halle. En 1820 il est nommé organiste puis cantor de la Jacobkirche de Stettin en Poméranie (aujourd'hui située en Pologne) où il reste pendant 46 ans, cumulant d'autres fonctions, notamment d'enseignement.
Il est l'auteur de nombreux lieder et pièces instrumentales, principalement écrits au début de sa carrière. Son opus un, Erlkönig (« Le Roi des Aulnes », 1818) composé trois ans après celui de Schubert, sur le poème de Goethe, fait sensation. Il se consacre par la suite à l'opéra et à l'oratorio. Il fut chanteur (ténor), organiste, pianiste, s'accompagnant lui-même au piano ; et chef d'orchestre : le 20 février 1827, il dirige la première de l'ouverture du Songe d'une nuit d'été de Mendelssohn, jeune compositeur âgé de 18 ans.
À partir des années 1840, il se produit en concert : Berlin et Vienne d'abord en 1844, à Londres en 1847, en Scandinavie en 1851, en France en 1857.
Robert Schumann écrit (sans date) :

« M. le Musikdirektor Dr. Karl Lœwe, de Stettin, dont les Ballades trouvent leur écho dans les mille voix allemandes qui les répètent avec enthousiasme et avec amour, donne demain soir un divertissement musical à l'hôtel de Pologne. S'il nous fallait nommer le compositeur vivant qui témoigne, depuis le début de sa carrière, d'un esprit allemand, qui ait su exprimer ce cœur et cette âme dans leurs nuances les plus délicates comme dans leurs violences, dans le langage du premier amour comme celui de la colère : nous nommerions Lœwe. Ajoutons à cela l'union, si rare, du compositeur, du chanteur et du virtuose en une seule personne. Qu'un acteur dramatique joue devant nous de façon si magistrale [le drame de Goethe intitulé] Torquato Tasso (de) [du nom du poète italien de la Renaissance, Le Tasse, en français] : il ne nous touchera pas plus que le texte de Gœthe. Avec Lœwe, nous entendons une musique chantée par celui dont le cœur même l'a conçue, l'a sentie le premier, celui sans qui cette musique n'existerait pas. Plus des occasions comme celle-ci se font rares, plus il nous fait les saisir […] Mais nous voyons avec joie s'approcher un soir qui nous donnera l'occasion d'honnorer un artste de notre patrie comme le mérite son haut talent. »

Marcel Beaufils après avoir cité le passage, s'interroge sur les goûts ou « engouements » de Schumann.
Il connut un grand succès à son époque et se produisit dans différentes cours princières. Il a connu une désaffection dans la seconde partie du XXe siècle, sauf dans son pays d'origine.
Sa tombe se trouve au cimetière du parc d'Eichhof (de) près de Kiel. En 2012, lors de travaux de rénovation, une urne contenant le cœur de Loewe a été retrouvée à la Cathédrale de Stettin.

## Œuvres
Loewe laisse tout au long de plus de cinquante ans, environ 500 lieder pour voix seule, avec accompagnement de piano (que l'on nomme chez ce compositeur généralement des ballades), convoquant plus de cent auteurs dont Goethe (27 lieder), Uhland, Vogl, Heine, Chamisso, Byron. Mais aussi six opéras dont un seul fut créé – sans grand succès –, 17 oratorios, des cantates et motets.
Dans le domaine instrumental il a composé trois sonates pour piano, trois quatuors à cordes (op. 24), deux symphonies et deux concertos pour piano.

### Vocales
- Nombreuses ballades en cycle :
  - Der Heinesche Liederkreis, op. 9
  - Frauenliebe, op. 60
  - Deux recueils de lieder, op. 62 et op. 84/4 : Rückerts Gedichte
  - Liederkreis für Baßstimme (recueil pour voix de basse)
- Oratorios :
  - Die Zerstörung von Jerusalem (1830)
  - Die Siebenschläfer (1833)
  - Palestrina (1843)
  - Das Sühnopfer des neuen Bundes (1847)
- Opéras :
  - Die drei Wünsche (1834) Création à Berlin
  - Emmy d'après Walter Scott

### Orchestre
- Symphonie no 1 en ré mineur
- Symphonie no 2 en mi mineur (1832)
- Concerto pour piano no 1 en mi mineur
- Concerto pour piano no 2 en la majeur

## Discographie
- Intégrale des Lieder et Ballades - Cord Garben, piano (21CD CPO)

## Hommages
L'astéroïde (10095) Carlloewe est nommé en son honneur.

#### Bases de données et dictionnaires
- Ressources relatives à la musique :   - International Music Score Library Project
  - AllMusic
  - Bayerisches Musiker-Lexikon Online
  - Carnegie Hall
  - ChoralWiki 
  - Discography of American Historical Recordings
  - Discogs
  - Grove Music Online
  - MusicBrainz
  - Muziekweb
  - Operone
  - Répertoire international des sources musicales
- Ressources relatives à l'audiovisuel :   - Filmportal
  - IMDb
- Ressource relative au spectacle :   - Archives suisses des arts de la scène
- Ressource relative aux beaux-arts :   - Académie des arts de Berlin
- Ressource relative à plusieurs domaines :   - Radio France
- Notices dans des dictionnaires ou encyclopédies généralistes :   - Britannica
  - Brockhaus
  - Den Store Danske Encyklopædi
  - Deutsche Biographie
  - Enciclopedia italiana
  - Gran Enciclopèdia Catalana
  - Internetowa encyklopedia PWN
  - Nationalencyklopedin
  - Proleksis enciklopedija
  - Store norske leksikon
  - Treccani
  - Universalis
  - Visuotinė lietuvių enciklopedija
- Notices d'autorité :   - VIAF
  - ISNI
  - BnF (données)
  - IdRef
  - LCCN
  - GND
  - Italie
  - Japon
  - CiNii
  - Espagne
  - Belgique
  - Pays-Bas
  - Pologne
  - Israël
  - NUKAT
  - Catalogne
  - Suède
  - Vatican
  - WorldCat